# California Golden Seals
California Golden Seals byl profesionální americký klub ledního hokeje, který sídlil v kalifornském městě Oakland. V letech 1970–1976 působil v profesionální soutěži National Hockey League. Golden Seals hrály ve své poslední sezóně v Adamsově divizi v rámci konference Prince z Walesu. Své domácí zápasy odehrával v hale Oakland–Alameda County Coliseum Arena s kapacitou 13 601 diváků. Klubové barvy byly pacifická modř, zlatá a bílá.
California Golden Seals byli nástupcem Oakland Seals. Kromě změny názvu na "kalifornské zlaté tuleně", zajistil nový majitel pro klub také nové dresy a polovičním vstupným se snažil přilákat na hokej více diváků. Jak se však ukázalo, Kalifornie ještě nebyla na NHL připravená. Během šesti sezon v NHL končil tým v divizi vždy na spodních příčkách a playoff si nikdy nezahráli. V roce 1976 vedení prodalo licenci do Clevelandu a kde na něj navázal tým Cleveland Barons.

## Umístění v jednotlivých sezonách
Stručný přehled
Zdroj: 
- 1970–1974: National Hockey League (Západní divize)
- 1974–1976: National Hockey League (Adamsova divize)

Jednotlivé ročníky
Zdroj: 
Legenda: Z – zápasy, V – výhry, VP – výhry v prodloužení, R – remízy, P – porážky, PP – porážky v prodloužení, VG – vstřelené góly, OG – obdržené góly, +/- – rozdíl skóre, B – body, KPW – Konference Prince z Walesu, CK – Campbellova konference, ZK – Západní konference, VK – Východní konference, fialové podbarvení – reorganizace, změna skupiny či soutěže
| USA / Kanada (1970 – 1976) |                       |        |    |    |    |    |    |    |     |     |      |    |        |          |
| Sezóny                     | Liga                  | Úroveň | Z  | V  | VP | R  | PP | P  | VG  | OG  | +/-  | B  | Pozice | Play-off |
| 1970/71                    | NHL (Západní divize)  | 1      | 78 | 20 | –  | 5  | –  | 53 | 199 | 320 | -121 | 45 | 7.     | Ne       |
| 1971/72                    | NHL (Západní divize)  | 1      | 78 | 21 | –  | 18 | –  | 39 | 216 | 288 | -72  | 60 | 6.     | Ne       |
| 1972/73                    | NHL (Západní divize)  | 1      | 78 | 16 | –  | 16 | –  | 46 | 213 | 323 | -110 | 48 | 8.     | Ne       |
| 1973/74                    | NHL (Západní divize)  | 1      | 78 | 13 | –  | 10 | –  | 55 | 195 | 342 | -147 | 36 | 8.     | Ne       |
| 1974/75                    | NHL (Adamsova divize) | 1      | 80 | 19 | –  | 13 | –  | 48 | 212 | 316 | -104 | 51 | 4.     | Ne       |
| 1975/76                    | NHL (Adamsova divize) | 1      | 80 | 27 | –  | 11 | –  | 42 | 250 | 278 | -28  | 65 | 4.     | Ne       |

### Přehled kapitánů a trenérů v jednotlivých sezónách
| Sezóna    | Kapitán       | Hlavní trenér     |
| --------- | ------------- | ----------------- |
| 1970/1971 | Ted Hampson   | Fred Glover       |
| 1971/1972 | Carol Vadnais | Fred Glover       |
| 1972/1973 | Bert Marshall | Fred Glover       |
| 1973/1974 | Joey Johnston | Marshall Johnston |
| 1974/1975 | Joey Johnston | Marshall Johnston |
| 1975/1976 | Jim Neilson   | Jack Evans        |